# Un polițist și jumătate
Un polițist și jumătate (titlu original: Ride Along) este un film american de acțiune de comedie din 2014 regizat de Tim Story după un scenariu de Greg Coolidge, Jason Mantzoukas, Phil Hay și Matt Manfredi. În rolurile principale joacă actorii Ice Cube, Kevin Hart, John Leguizamo, Bryan Callen, Tika Sumpter și Laurence Fishburne. A avut premiera la 17 ianuarie 2014.

## Prezentare
Ben Barber, un agent de pază nervos, care vorbește foarte repede, se alătură cumnatului său James Payton, un detectiv APD într-o patrulă de 24 de ore în Atlanta, pentru a-i dovedi acestuia că este vrednic de a se căsători cu sora lui James, Angela. Patrula devine mai complicată când James găsește indicii care-l fac să creadă ca va rezolva un caz la care lucrează de trei ani: prinderea unui criminal misterios, cunoscut doar ca "Omar".

## Distribuție
- Ice Cube ca James Payton[1]
- Kevin Hart ca Ben Barber[4]
- Laurence Fishburne ca Omar
- Tika Sumpter ca Angela Payton[7]
- John Leguizamo ca Santiago[8]
- Bryan Callen ca Miggs[7]
- Bruce McGill ca Lt. Brooks[9]
- Gary Owen ca Crazy Cody[10]
- Jay Pharoah ca Runaflat[7]
- David Banner ca Pawnshop Jay
- Dragoș Bucur ca Marko
- Gary Weeks ca  Dr. Cowan
- Jacob Latimore ca Ramone
- Benjamin Flores Jr. ca Morris the kid

## Producție
Filmările au început la sfârșitul lunii octombrie 2012, în Atlanta. Unele scene au fost filmate în centrul comercial Underground Atlanta.